# Bengalia fernandiella
Bengalia fernandiella är en tvåvingeart som beskrevs av Andy Z. Lehrer 2005. Bengalia fernandiella ingår i släktet Bengalia och familjen spyflugor.
Artens utbredningsområde är Filippinerna. Inga underarter finns listade i Catalogue of Life.